# IPP Trophy 2003
L'IPP Trophy 2003 è stato un torneo di tennis facente parte della categoria ATP Challenger Series nell'ambito dell'ATP Challenger Series 2003. Il torneo si è giocato a Ginevra in Svizzera dal 18 al 24 agosto 2003 su campi in terra rossa.

## Vincitori

### Singolare
Stan Wawrinka ha battuto in finale  Emilio Benfele Álvarez con il punteggio di 6–1, 7–5

### Doppio
Álex López Morón /  Andrés Schneiter hanno battuto in finale  Emilio Benfele Álvarez /  Philipp Petzschner con il punteggio di 6–4, 5–7, 7–6(7)